# Roberto Marcolongo
Roberto Marcolongo   (Roma, 24 d'agost de 1862 - Roma, 16 de maig de 1943) va ser un matemàtic italià, divulgador de la teoria de la relativitat a Itàlia.
Marcolongo va estudiar matemàtiques a la Universitat de Roma La Sapienza sota els professors Battaglini, Cerruti, Cremona i Beltrami. Es va graduar el 1886 i va ser assistent de càtedra fins al 1895 en que va obtenir la càtedra de mecànica racional de la universitat de Messina on va romandre fins al 1907 en que va passar a la universitat de Nàpols en la qual es va retirar el 1935.
Marcolongo és recordat per la seva estreta i dilatada col·laboració amb Cesare Burali-Forti en el desenvolupament del càlcul vectorial. La major part de les més de 200 publicacions de Marcolongo estan dedicades a l'anàlisi matemàtica i la mecànica. Va ser un dels primers i més actius divulgadors de la teoria de la relativitat. A partir de 1924 es va centrar en l'estudi i la divulgació de la obra científica de Leonardo da Vinci.
El seu ingrés el 1932 al Partit Nacional Feixista, va fer que una part de la seva recerca es convertís en propaganda de la contribució italiana al desenvolupament de les matemàtiques.